# ローマ・ガリア戦争
ローマ・ガリア戦争（ローマ・ガリアせんそう）は、紀元前390年から紀元前193年にかけての、共和政ローマとガリア人の様々な部族との一連の紛争である。この期間にローマと戦った主な部族にはセノネス族（en）、インスブリ族（en）、ボイイ族、ガエサタエ族がある。
大まかに言うと、ガリア・トランサルピナ（現在のフランス南部）に居住するガリア人が、アルプス山脈を越えてガリア・キサルピナ（イタリア北部）に侵入し、エトルリアを通って南方のローマにまで勢力を拡大しようとした。200年の戦いの後、ローマはイタリアでの戦いに勝利し、紀元前120年頃にはクィントゥス・ファビウス・マクシムス（en）らがガリア・トランサルピナを征服、属州とした。

## 概要

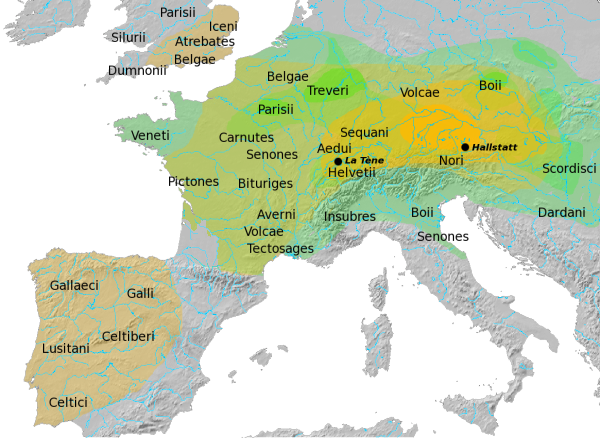
ラ・テーヌ文化圏とケルト諸族の位置関係。セノネス、ボイイ、インスブリ族がキサルピナに居住している

ガリア・キサルピナでの戦争の概要は以下の通りであった。
紀元前390年、ブレンヌスに率いられたセノネス族が、エトルリアのクルシウム（en）へと侵入した。ローマはセノネス族撃退のために軍を派遣したが、アッリアの戦いに敗北した。3年後、ブレンヌスはローマを包囲し略奪した。
ガリアはローマの東30キロメートルにあるティブル（現在のティヴォリ）と同盟した。紀元前360年、ローマがティブルを攻めると、ガリアはローマの直ぐ近くまで侵攻した。しかし独裁官クィントゥス・セルウィリウス・アハラがコリナ門（en）近くの戦いで勝利し、ガリア軍を撃退した。
紀元前302年、トランサルピナのガリア人がアルプスを越えてイタリア半島に侵入、キサルピナのガリア人は自領を通過して南下するのを許し、またいくつかの部族はこれに加わった（エトルリア人の一部も加わっている）。彼らはローマ領で略奪を行って撤退したが、しかしその後ガリア人同士での戦いとなった。
紀元前298年から紀元前290年にかけての第三次サムニウム戦争では、ガリア人はサムニウム、エトルリア、ウンブリア（en）と同盟し、ローマと戦った。
紀元前284年からの戦役では異説はあるものの、ポリュビオスの記述によればガリア人はまずアレティウムを包囲し、ローマ軍はアレティウムの解放に向かったがガリア軍に敗北した（アレティウムの戦い）。しかし、その後北方へ遠征したローマはセノネス族に勝利してその領地から追い出し、植民地を建設した。紀元前283年、ボイイ族はエトルリアと連合してローマへ侵攻したが、ローマ軍はウァディモ湖の戦いで勝利した。
これらの勝利によってイタリア北部のガリア人勢力を弱体化させることに成功したローマは、アドリア海にまで勢力を伸張することとなり、ガリア人との争いも一時的に沈静化。ローマはその矛先をしばらく南方へと向ける(対マグナ・グラエキア、第一次ポエニ戦争)。
紀元前232年、長く続いた戦争によって生まれた貧民対策に乗り出したガイウス・フラミニウスは、半世紀前に獲得したガリア人の土地を民衆に分け与え、そのことに怒ったガリア人が反乱を起こす。紀元前225年、インスブリ族とボイイ族がアルプス地方のガリア人であるガエサタエを傭兵として雇用し、ローマに進軍した。ガリア連合軍はファエスラエの戦いでローマ軍に勝利したが、その後のテラモンの戦いではローマが勝利した。
その後、ローマはアルプスの南側のガリア領を占領する政策を採用した。紀元前223年にはインスブリ領に侵入し、クラスティディウムの戦いに勝利した。続いて紀元前222年にはアエッラエ（en）、メディオラヌム（en）を陥落させた。紀元前218年から、ローマはカルタゴとの戦争（第二次ポエニ戦争）を始めるが、多くの場合ガリアはカルタゴに味方した。カルタゴに勝利した後、ローマは紀元前196年にボノニアを占領、紀元前194年にはプラセンティアの戦い、紀元前193年にはムティナの戦いで勝利した。この後、生き残っていたボイイ族はアルプスを越えて北に移住し、ボヘニウムを建設した。

## 参考資料
1. ↑  リウィウス『ローマ建国史』、VII, 11
2. 1 2  ポリュビオス『歴史』2:19
3. ↑  ポリュビオス『歴史』2:20
4. ↑  ポリュビオス『歴史』2:34